# Psychologická antropologie
Psychologická antropologie je rozsáhlá oblast sociokulturní antropologie.
Pojem uvedl do odborné literatury americký antropolog čínského původu Francis L. K. Hsu jako alternaticní označení etnopsychologicky orientovaného[ujasnit] výzkumu osobnosti a kultury. V centru jejího zájmu stojí výzkum vztahů osobnosti a kultury s důrazem na studium socializace a enkulturace. 

## Předmět zájmu
Předmětem zájmu psychologických antropologů je výzkum vlivů kultury na jedince. Psychologičtí antropologové věnují pozornost zejména formování osobnosti, procesu enkulturace a studiu kognitivních procesů. Snahou antropologů je rozlišit psychologické procesy sdílené všemi zástupci druhu Homo sapiens od těch, které se od kultury ke kultuře liší. V rámci psychologické antropologie se uplatňují i metody a postupy vypracované psychology, zejména projekční testy.
Každý člověk je v určitém ohledu
- jako všichni ostatní lidé
- jako někteří další lidé
- jako nikdo jiný[3]

## Začátky
Od 30. let 20. století se v americké kulturní antropologii vedle konfiguracionismu paralelně vyvíjela škola, která vystoupila do odborné literatury pod názvem Osobnost a kultura. V tomto období pociťovali antropologové, kteří se zabývali studiem vztahů osobnosti a kultury, potřebu úzké spolupráce s psychologií. Charakteristickým rysem tohoto období je snaha antropologů využít psychologické metody a techniky v antropologickém výzkumu kultury.
C. G. Seligman, 1936: „Současný antropolog musí znát soudobé psychologické teorie, musí si být vědom, jako dalece mohou takové poznatky ovlivnit jeho práci a na jaký druh materiálu musí zvláště soustředit pozornost, chce-li nejen ověřit teorie psychologů, ale také uspíšit pokrok ve svém vlastním oboru.“
Klasický příklad aplikace metod psychologie představuje využití projekčních testů, zejména Rorschachova testu, na studium mimoevropských kultur. Vedle Rorschachova testu, který našel brzy široké uplatnění v antropologických výzkumech kultury, pronikl do antropologie také tematicko-apercepční test (TAT), který vytvořil kolem roku 1930 americký psycholog Henry A. Murray se svými spolupracovníky.
Rané psychologicko-antropologické výzkumy jsou spjaty s Boasovými žáky, jejichž teoretickou orientaci dnes označujeme jako výzkumy osobnosti a kultury. U zrodu psychologické antropologie stály vynikající antropologové jako Margaret Meadová, Ruth Fulton Benedictová, Ralph Linton, Cora Alice Du Boisová, Adam Kardiner, Géza Róheim a mnozí další. Z historických důvodů je v západní společnosti kladen velký důraz na individuum. Jedinec je považován za přirozený základ lidského světa. Američtí kulturní antropologové chápali jedince jako výsledek působení historických, společenských a kulturních faktorů. Ty jsou doslova kulturou naprogramovány a existuje buď minimální, nebo vůbec žádný prostor pro kulturně nezávislou svobodnou vůli. Tento radikální postoj antropologové na konci dvacátého století přehodnotili a používají pojem agency pro označení lidských schopností systematicky reflektovat žádoucí kulturní praktiky a vybírat alternativní způsoby dosahování sledovaných cílů. Proces kterým si jedinec v průběhu života osvojuje způsoby chování, myšlení, cítění konkrétní kultury, antropologové označují jako enkulturaci. 